# Asha Mungra
Asha Mungra is een Surinaams arts en activiste. Ze is huisarts en voorzitter van de Unie van Surinaamse Vrouwen, en geeft publiekelijk haar mening over medische en maatschappelijke kwesties.

## Biografie
Asha Mungra is het jongste uit een gezin van zes kinderen en groeide op aan de Zwartenhovenbrugstraat in Paramaribo. Haar vader is het oudste van zeventien kinderen, waardoor Asha opgroeide met een grote familie om haar heen. Haar opvoeding was niet traditioneel Hindoestaans; haar opa kende zijn jeugd op een katholiek internaat; haar vader is als kind misdienaar geweest en vertelde haar verhalen uit de Bijbel, Koran en de Veda's. Ze groeide op in een multiculturele buurt, waar verder veel Creolen en Javanen woonden. Via de Creoolse Tante Alex werd ze bekend met de Creools-Surinaamse keuken en allerlei Creoolse gebruiken. Haar vader steunde zijn zus financieel in haar wens om dokter te worden, waardoor Asha's tante de eerste Hindoestaanse vrouwelijke arts werd van Suriname. Onder stimulans van haar vader volgde ze haar studie in het buitenland. Die voltooide ze aan de Universiteit van Amsterdam in geneeskunde.
Mungra heeft zich meermaals publiekelijk verzet tegen het verbod op abortus in Suriname, omdat vrouwen daardoor toegang zoeken tot allerlei huismiddeltjes, waaronder abortuspillen die vaak illegaal verkregen worden. Volgens haar zorgt het verbod op abortus alleen maar voor meer ellende. Daarbij is ze evenmin te spreken over de gebrekkige kennis over anticonceptie onder de jongeren in Suriname.
Als huisarts en voorzitter van de Unie van Surinaamse Vrouwen, liet ze in 2013 meerdere documentaires maken over zelfmoord en stuurde ze een brief aan de president om een commissie in te stellen om het aantal gevallen in Suriname terug te brengen. Volgens haar werd het probleem in Suriname doodgezwegen, waardoor het kleiner zou lijken dan het in de praktijk is. Daarnaast spreekt ze zich uit tegen problemen als kindermisbruik en huiselijk geweld.
Door haar uitgesproken mening, deelname aan protesten en haar pleidooi voor de terugkeer van Vinodh Nannan Panday, een internist bij 's Lands Hospitaal, kwam Mungra in 2010 in een woordenvuur terecht van minister Celsius Waterberg. Ze klaagde Waterberg vervolgens aan in een rechtszaak die zij in januari 2011 won en Waterberg verplichtte zich publiek te verontschuldigen voor zijn beledigende uitlatingen.
Rond 2018 maakten zij, Xaviera Jessurun en Wim Bakker deel uit van het Actiecomité Alcoa en stelden zij dat de onderhandelingscommissie van de regering ontbonden diende te worden ten gunste van de instelling van een commissie van deskundigen, omdat de afspraken nadelig zouden uitwerken voor Suriname. Op dat moment ontmantelde het bedrijf de bauxietwinning in Suriname en werd onderhandeld over de nalatenschap, waaronder de overname van de Afobakadam bij het Brokopondostuwmeer. Uiteindelijk stemde De Nationale Assemblée in september 2019 voor het akkoord dat de regering met Alcoa was overeenkomen.

## Waardering
In 2018 werden zij en Henk van Vliet uitgeroepen tot de kanjers van het jaar, in de balans die de Parbode jaarlijks opmaakt. In de toekenning wordt ze geroemd voor haar volhardendheid als lid van Actiecomité Alcoa, waarin ze het volk blijft "onderwijzen over de plichten die Alcoa had moeten nakomen en de schade die het bedrijf het land heeft toegebracht."
In 2019 was zij samen met Carla Bakboord de ontvanger van de Golden Gavel Award van het Platform Politiek Actieve Vrouwen, dankzij de voorbeeldrol die zij hebben vertoond op politiek vlak in Suriname.